# Maximiano
Marco Aurélio Valério Maximiano Hérculio (em latim: Marcus Aurelius Valerius Maximianus Herculius; c. 250 – c. julho de 310) foi imperador romano de 286 a 305. Deteve o título de César (Caesar) de 285 a 286, e de Augusto (Augustus) de 286 a 305, título que compartilhou com seu co-imperador e superior, Diocleciano, cuja inteligência política complementava sua força bruta militar. Maximiano estabeleceu sua residência em Augusta dos Tréveros, na atual Alemanha, porém passou a maior parte de sua vida em campanhas militares. No fim do verão de 285 combateu na Gália os rebeldes conhecidos como bagaudas. De 285 a 288 combateu tribos germânicas ao longo da fronteira do Reno. Em 288, juntamente com Diocleciano, deu início a uma campanha de terra arrasada bem no interior do território dos alamanos, removendo temporariamente a ameaça de invasão germânica das províncias ao longo do Reno.
O homem indicado por Maximiano para patrulhar as costas do Canal da Mancha, Caráusio, se revoltou em 286, causando a secessão da Britânia e do noroeste da Gália. Maximiano não conseguiu derrubar Caráusio, e sua frota naval foi destruída por tempestades em 289 ou 290. Constâncio, um general subordinado a Maximiano, iniciou campanhas militares contra o sucessor de Caráusio, Alecto, enquanto Maximiano manteve militarmente a fronteira do Reno. O líder dos rebeldes acabou sendo derrotado em 296, e Maximiano deslocou suas tropas para o sul, visando combater piratas na Hispânia e incursões berberes na Mauritânia. Com o fim destas campanhas, em 298, Maximiano partiu para a Itália, onde viveu confortavelmente até 305. Sob ordens de Diocleciano, Maximiano abdicou em 1 de maio de 305, passando o título de Augusto para Constâncio, e se estabelecendo no sul da Itália.
No fim de 306 Maximiano assumiu novamente o título de Augusto e apoiou a rebelião liderada por seu filho, Magêncio, na Itália. Em abril de 307 tentou depor seu filho, porém não obteve sucesso e fugiu para a corte do sucessor de Constâncio, Constantino (que era neto adotivo e genro de Maximiano), em Augusta dos Tréveros. No Concílio de Carnunto, em novembro de 308, Diocleciano e seu sucessor, Galério, forçou Maximiano a renunciar novamente ao título imperial. No início de 310 Maximiano tentou se apossar do título de Constantino enquanto este estava numa campanha militar no Reno; poucos, no entanto, o apoiaram nesta empreitada, e ele acabou sendo capturado por Constantino em Massília (atual Marselha). Maximiano cometeu suicídio no verão de 310, sob ordens de Constantino. Durante a guerra entre ambos, a imagem de Maximiano acabou sendo removida de todos os monumentos públicos; após Magêncio ser deposto e morto por Constantino, no entanto, sua imagem foi reabilitada, e ele foi deificado.

## Biografia

### Origem e carreira militar

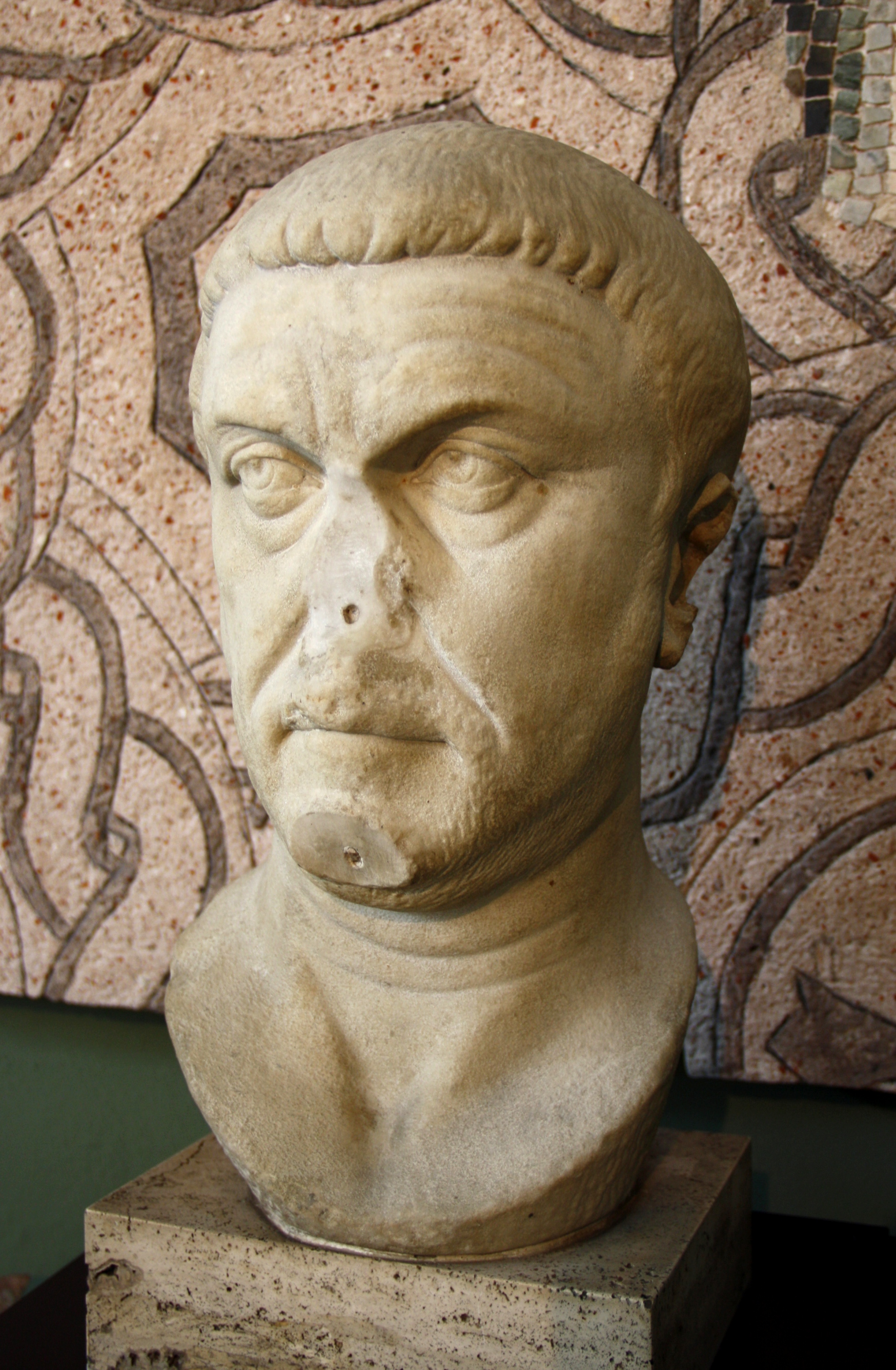
Retrato de Maximiano, hoje presente no Museu Arqueológico de Milão.

Maximiano nasceu perto de Sirmio (hoje Sremska Mitrovica, Sérvia), na província de Panónia, por volta de 250, de uma família de comerciantes. Maximiano juntou-se ao exército, servindo com Diocleciano sob a imperadores Aureliano (r. 270–275) e Probo (r. 276–282). Provavelmente, ele participou da campanha mesopotâmica de Caro em 283, participando da aclamação a imperador de Diocleciano a 20 de novembro de 284 em Nicomédia.
Com grande energia, agressivo e uma relutância em se rebelar, Maximiano era um excelente candidato para o papel de colega de Diocleciano. Apesar das suas qualidades, Maximiano não havia recebido uma educação e preferia ação ao raciocínio. As suas aspirações eram puramente militares, de forma deixar a política nas mãos de Diocleciano. Maximiano compartilhou, em princípio, das atitudes de Diocleciano, mas foi menos puritano nos seus gostos, tendo em várias ocasiões aproveitado a vantagem de sua posição.
Maximiano teve dois filhos da mulher Eutrópia, Magêncio e Fausta. Magêncio nasceu entre 277 e 287, enquanto Fausta pensa-se que nasceu por volta de 298.

### MaximianoCésar
Diocleciano, logo a que ascendeu ao cargo de augusto, nomeou-o como césar Maximiano, enviando-o para a Gália para sufocar uma série de rebeliões. Em 286, foi promovido a augusto, mantendo-se como comandante das linhas de defesa do Reno. A sua forte e activa ligação a Diocleciano está bem documentada. Em dois panegíricos da sua época dizia-se, por exemplo, que ambos estavam talhados para a esfera divina, pois a Maximiano estava reservado o papel de Hércules e a Diocleciano o de Júpiter. 

#### Contra os Bagaudas e os Germânicos

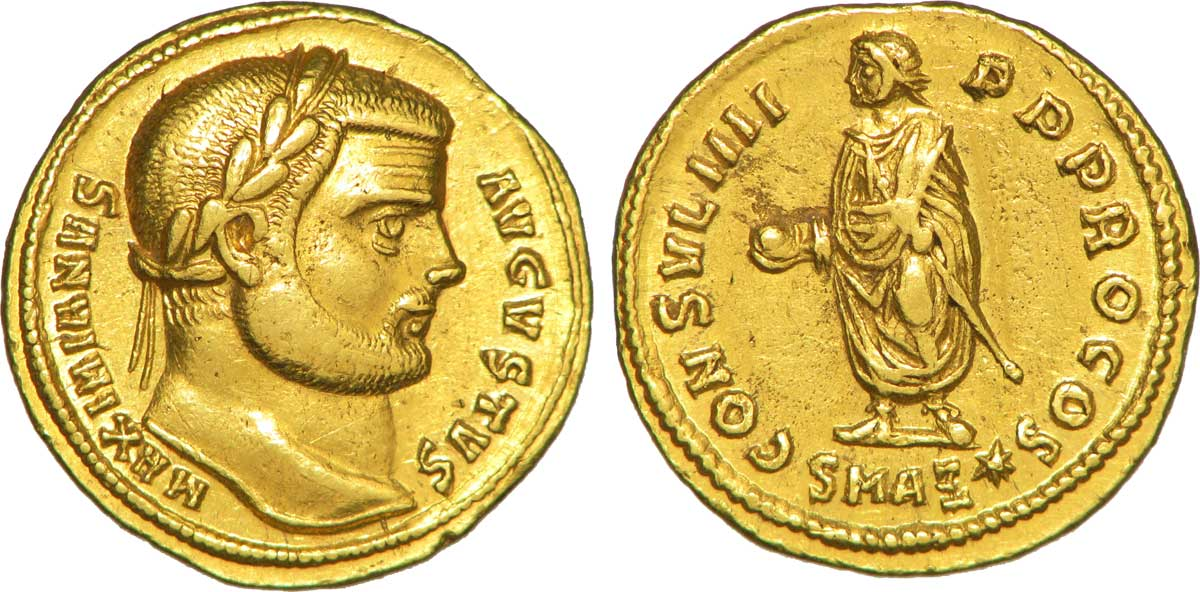
Maximiano

Maximiano mudou-se para a Gália, atacando os Bagaudas no verão avançado de 285. No panegírico dedicado a ele em 289 afirma-se que os rebeldes foram derrotados tanto com dureza como com indulgência. Uma vez que esta foi uma campanha contra os cidadãos do próprio império, não foi comemorada com títulos ou triunfos. Até ao final do ano, a revolta tinha sido quase completamente debelada, e Maximiano transferido a maior parte das suas tropas para a fronteira do Reno, proclamando um período de estabilidade.
Maximiano não acabou com a revolta dos Bagaudas rápido o suficiente para evitar a reação dos Germânicos. No outono de 285 dois exércitos bárbaros, um dos burgúndios e  Alamanos, outro dos Caibões e Hérulos, forçaram os limes do Reno e entrou na Gália; o primeiro exército morreu de fome e doença, enquanto Maximiano interceptava e derrotava o segundo. O César, em seguida, estabeleceu um quartel general sobre Reno para futuras campanhas, em Mogoncíaco (Mainz), ou em Augusta dos Tréveros (Tréveris), ou Colônia Agripina (Colónia, todos os três na Alemanha moderna).

#### Revolta de Caráusio
Embora grande parte da Gália estivesse pacificada, as regiões que davam para o Canal Inglês eram agora afetadas pela pirataria de francos e saxões. Os imperadores Probo e Carino tinham começado a fortalecer a Costa do Saxónica, mas ainda havia muito a ser feito por exemplo, não há nenhuma evidência arqueológica de bases navais em Dover e Bolonha, no período de 270-285. Para resolver o problema da pirataria, Maximiano nomeou Caráusio, um menápio da Germânia inferior (Países Baixos sul-ocidental), no comando da frota do Canal Inglês (Classis Britannica). Caráusio comportou-se muito bem: até ao final de 285 poderiam capturar os navios de piratas em grandes números.
Em 293, Constâncio Cloro e Galério foram empossados "césares". Maximiano foi então transferido para o Mediterrâneo ocidental, deixando o Norte para Constâncio. Foi bem sucedido nas suas novas paragens, pois entre 296 e 298 conseguiu dominar várias rebeliões na Hispânia e África, visitando depois Roma à frente de um solene cortejo cerimonial. 
Em 304, regressou a (Roma), com Diocleciano, para celebrar os seus vinte anos à frente dos destinos do império. Desde o triunfo de Aureliano, em 254, que a cidade não assistia a um espectáculo tão grandioso. Para comemorar este acontecimento, construíram-se as Termas de Diocleciano e um magnífico edifício em frente ao Senado. Todavia, esta glória foi efémera, pois em 1 de Maio de 305, Diocleciano e Maximiano abdicaram do poder, embora se possa dizer que o segundo não tenha renunciado voluntariamente, antes terá sido por lealdade ao primeiro. 
Em 306, o trono imperial romano foi usurpado por Magêncio, filho de Maximiano. Em 307, logo aquele tratou de chamar seu pai, retirado em Lucânia (Calábria), para com ele colaborar na sua tomada do poder. Maximiano, apoiando o filho, empreende uma aliança com Constantino na Gália, dando-lhe sua filha Fausta para sua mulher. Mas a Tetrarquia imperial estava minada de conflitos e desinteligências, criando impasses governativos profundos. Depois de falharem conversações promovidas por Galério no intuito de resolver esses intrincados problemas, Maximiano regressa à Gália e aí se proclama Augusto. No Reno, Constantino marchou de imediato ao encalço de Maximiano, seu sogro, que estava em Marselha, e impôs-lhe uma derrota militar. Deu então a escolher ao imperador a forma de acabar com a vida: Maximiano, como velho militar e romano de boa cepa, optou por se enforcar.